# Challenger de Grez-Doiceau
El SDA Tennis Open es un torneo profesional de tenis. Pertenece al ATP Challenger Series. Se juega desde el año 2012 sobre pistas de polvo de ladrillo, en Grez-Doiceau, Bélgica.

## Palmarés

### Individuales
| Año  | Campeón          | Finalista      | Resultado     |
| ---- | ---------------- | -------------- | ------------- |
| 2012 | Thiemo de Bakker | Victor Hănescu | 6–4, 3–6, 7–5 |

### Dobles
| Año  | Campeones                    | Finalistas                  | Resultado |
| ---- | ---------------------------- | --------------------------- | --------- |
| 2012 | André Ghem Marco Trungelliti | Facundo Bagnis Pablo Galdón | 6–1, 6–2  |